# Salvertia
Salvertia é um género botânico pertencente à família Vochysiaceae.

## Espécies:
Salvertia convallariodora A.St.-Hil.